# Polyxo (femme de Tlépolème)
Pour les articles homonymes, voir Polyxo.
Dans la littérature grecque hellénistique, Polyxo (en grec ancien Πολυξώ / Polyxố) est la femme de Tlépolème, fils d'Héraclès. 

## Description
D'après Pausanias, elle est issue d'une famille d'Argos et devient reine de Rhodes (probablement après que Tlépolème soit tué par Sarpédon pendant la guerre de Troie). C'est auprès d'elle qu'Hélène trouve refuge après avoir été chassée de Sparte. Mais Polyxo, considérant Hélène comme responsable de la mort de Tlépolème, désire assouvir sa soif de vengeance. Alors qu'Hélène se baigne, Polyxo lui envoie quelques-unes de ses servantes déguisées en Érinyes, qui la tuent et la pendent à un arbre. C'est de là que viendrait le nom du temple que les Rhodiens dédièrent à la princesse (Hélène Dendritis).
Dans les Stratagèmes de Polyen, Ménélas et Hélène, passant devant Rhodes en revenant d'Égypte, se voient confrontés à une armée de Rhodiens envoyée par Polyxo. Le vent leur étant défavorable, ils ne peuvent faire demi-tour. Ménélas cache alors Hélène sous un pont et apprête une de ses servantes avec les plus beaux apparats afin de la faire passer pour la princesse, dupant ainsi Polyxo et les Rhodiens.